# Порнографски глумац
Глумац или глумица који наступају у филму који је означен XXX жанром је особа која игра у порнографском филму. Може се такође говорити о порно-глумцу или глумици.

## Историјат порнографског филма
Прва жена која је постала звезда X жанра била је Линда Лавлејс одмах по улози у порнографском филму „Дубоко грло“ (Deep throat) из 1972. године. Успех овог филма, који је зарадио рекордне приходе свуда у свету, произвео је много других филмова и сијасет нових „звезда“ као што су: Мерилин Чејмберс у филму Иза зелених врата (енгл. Behind the Green Door), Глорија Леонард (Отварање Мисти Бетовен), Џорџина Спелвин (Ђаво у госпођи Џоунс), Џереми Коен (The Speed Demon Of Porn) и Бамби Вудс (Деби осваја Далас).
„Златно доба порнографије“, почетком 80-их година прошлог века, изнедрило је протагонисте као што су Џон Холмс, Кеј Паркер, Сека, Џинџер Лин, Анет Хејвен, Вероника Харт, Дезире Кусто, Ванеса дел Рио и Хајпејша Ли.
Бријана Бенкс, Џена Џејмсон и Силвија Сејнт могу се сматрати великим звездама овог жанра последњих година.
Током седамдесетих година прошлог века било је више покушаја у Сједињеним Државама да се забрани порнографија. Ти су покушаји, међутим, пропали; судови су правили разлику између некога ко зарађује новац пружајући заузврат сексуалне услуге и чина стварања дела које описује сексуални акт, што представља рад који заслужује новчану надокнаду.
Могућност најшире публике да гледа порнографске филмове код куће, у приватности свога дома, нарочито захваљујући преносним медијумима као што су видео-касете или DVD, створила је ново тржиште које се више није могло занемаривати. Квалитет продукције је нагло опао да би се подмирила растућа тражња. У данашње време, постоји одређен број филмских студија који „штанцују“ десетине хиљада филмова годишње. Из тог разлога, више хиљада особа ради као порно-глумац или глумица.
Хетеросексуална мушка публика чини главнину тржишта. Зато су најтраженије глумице — жене пријатног спољашњег изгледа, способне да подједнако добро играју у сценама са мушкарцима, женама, као и са транссексуалним женама.
Физички изглед порно-глумаца је дуго времена био у другом плану, најважнија је била њихова способност да одрже ерекцију и да ејакулирају на захтев редитеља. Међутим, последњих неколико година, што је иначе и општи тренд у друштву, физички изглед глумаца постао је једнако важан као и изглед глумица; и за мушкарце, као и за жене, захтев да одговарају беспрекорном физичком идеалу је јасно изражен, што се може видети и по кастинзима на којима учествују „савршени“ глумци и глумице, али, с друге стране, незгода је те ригорозне селекције што помало доводи до стереотипног изгледа. То многе наводи да се окрену аматерској порнографији, у којој је присутан „аутентичнији“ физички изглед.
Рон Џереми, Роко Сифреди и Питер Норт спадају међу најпознатије хетеросексуалне глумце. Поједини глумци с подједнаким успехом снимају и хетеросексуалне и хомосексуалне филмове.
У просеку, порно-глумци су мање плаћени од порно-глумица.
Како приходи порнографске индустрије непрестано расту (реч је о више милијарди долара у Сједињеним Државама), цветају нова тржишта, једно од њих је и фетишизам. Последњих година број веома насилних филмова је у порасту. Патња је често присутна у таквим филмовима: присилни орални секс, симулирано силовање, генг-бенг (редаљка), букаке, итд.

## Болести
По природи свог заната и будући да ретко практикују заштићене сексуалне односе, порно-глумци и глумице су нарочито подложни сиди и другим сексуално преносивим болестима.
Осамдесетих година прошлог века у САД, сида је покосила неколико порно-глумаца и глумица, међу којима су Џон Холмс и Лиса Де Лу. Зато је и основана Фондација за здравствену заштиту порно-глумаца (Adult Industry Medical Health Care Foundation). Ова фондација је прописала обавезне месечне тестове и затражила да сваки сексуални однос буде заведен. На тај начин, данас ако се открије да је неко заражен ступају у контакт и обављају нове прегледе свих партнера са којима је та особа снимала у последњих 3—6 месеци. Захваљујући томе, стопа преноса ХИВ вируса постала је релативно ниска; између 2000. и 2004. није откривен ниједан нови случај.
Године 2004. глумац Дарен Џејмс био је позитиван на тест ХИВ-а. Једна од његових бивших партнерки на сцени Лара Рокс такође је била позитивна на тест. Џејмс је имао односе са још дванаест других глумица. Из тог разлога, порнографска индустрија није радила пуним капацитетом цео један месец.
Мало података се може наћи о разним инфекцијама порно-глумаца и глумица. Једна студија поменуте фондације (Adult Industry Medical Health Care Foundation) била је заправо анкета на узорку од 483 добровољца између октобра 2001. и марта 2003. Резултати су показали право стање ствари — 40% испитаних имало је најмање једну болест: 17% било је заражено хламидијом, 13% гонорејом и 10% хепатитисом Бе или хепатитисом Це.

## Искоришћавање
Некадашње глумице, осетивши се жртвама, заувек су напустиле овај миље. Посведочиле су о „појединим радњама доведеним до крајности“ попут Рафаеле Андерсон:
Цитирамо професора социологије на Универзитету у Отави Ричарда Пулена: 'Људи су спремни да прихвате ризик да падну у руке трговцима белим робљем да би побољшали свој живот; с друге стране, у индустријски развијеним земљама постоји тенденција запошљавања јевтине радне снаге, која није пријављена, и сексуалне експлоатације жена и деце у порнографској индустрији и проституцији.'
Француска порно-глумица, редитељка и продуценткиња Овиди, која се најпре представила као „сексуална радница“, признаје да „понекад, има ствари које су превише насилне и које остављају трага“. По угледу на многе Американке (рецимо, Ени Спринкл), и Овиди је напустила глуму посветивши се режији; у својим филмовима, она брани друге вредности и другачије концепције, које су по њеном становишту више феминистичке.
Апологете порнографије као што су Овиди или Џон Б. Рут не поричу такве облике експлоатације (иако релативизују њихов значај), али одбацују везу која је успостављена између тих дела за осуду и порнографске продукције у целости: и у другим економским секторима сусрећемо феномене сличне експлоатацији (како одраслих тако и деце), али ту не закључујемо да треба забранити у потпуности рад у рудницима или у текстилној индустрији... Ови браниоци порнографије стога се залажу за оштрију контролу и веће поштовање „сексуалних радника“ по угледу на оно што се чини у другим привредним секторима.

## Дизање у звезде
Одређен број глумица (и нешто мањи број глумаца) постали су уистину славни на овом пољу. Филмови и слике ових глумица веома су тражени међу аматерима који постављају сајтове фанова. Уосталом, ове глумице имају углавном сопствене веб-сајтове (приступ тим сајтовима се у највећем броју случајева плаћа) и узимају учешћа на јавним манифестацијама (еротски сајмови итд.) где се сусрећу са својим обожаваоцима. На тај начин, неке глумице успевају да воде каријере које трају и по више од дванаест година.
Неке глумице својевољно одређују радње којих су спремне да се прихвате: најпознатији је случај Арије Ђовани чије се слике појављују на великом броју сајтова, али се она одувек ограничавала на индивидуалну егзибицију и никада није снимала сексуалне сцене са партнером (сцене „лезбијске“ природе које је снимала никада нису подразумевале интимни и сексуални контакт са партнерком). Реч је, ипак, о правој порнографској глумици (а не о пин-ап девојци) јер је пред камером показивала раширен полни орган, у њега често увлачила вибратор или дилдо, једном приликом је чак упражњавала fist-fucking и ондинизам (на почетку каријере). Ово самонаметнуто ограничење није угрозило њену огромну популарност. Исти је случај и са Кларом Морган која је пристајала да снима филмове само са својим дечком (или са блиским пријатељима) и стога одбијала све сцене са мноштвом партнера, што иначе представља праксу у порнографској индустрији.
И поред свега реченог, велика већина глумица X жанра упражњава слободну сексуалност, која се посматра као нормална, и која укључује кунилингус, фелацио, вагинални секс, анални секс и букаке.
Као што није могуће генерализовати феномен порно-звезде на све порнографске глумице, исто тако је могуће релативизовати експлоатацију којем су глумице (и, зашто не, глумци) изложене у овој индустрији. Порно-звезде, очевидно, стичу профит и популарност бавећи се слободно својом професијом.

## Професионални кодекс
Основе професионалног кодекса усвојен од стране многих синдиката порнографских глумаца/глумица у развијеним порнографским индустријама у свету, неки од основних постулата:
- Снимање порнографских сцена могу обављати само пунолетне особе.
- Снимање порнографских сцена мора бити добровољно без присуства алкохола или дроге у крви глумца/глумице, које се потврђује уговором. Послодавац/продукција нема право да приморава порнографског глумца/глумицу на коришћење контрацепције и упражњавање сцена које би нарушиле здравље порнографског глумца/глумице.
- Пре сваког снимања, послодавац/продукција је дужан да понуди порнографском глумцу/глумици уговор о извршеном порнографском снимању, хонорару и другим обавезама послодавца/продукције и порнографског глумца/глумице.
- У случају нежељене трудноће порнографске глумице, која је настала грешком приликом снимања. Порнографска глумица има право да остане у другом стању, али нема права да потражује алиментацију за дете од порнографског глумца. Уколико је одговоран послодавац/продукција за насталу грешку приликом снимања сексуалне радње, послодавац/продукција сноси трошкове алиментације за дете.
- Порнографски глумац/глумица је дужан да се пре и после снимања истушира, опере зубе код сцена оралног секса, клистира вагину код сцена вагиналног секса и клистира дебело црево код сцена аналног секса.
- Порнографски глумац/глумица је дужан пре сваког снимања да каже послодавцу/продукцији уколико сумња да болује од ХИВ вируса и других полно преносивих болести.
- Послодавац/продукција је дужан да обезбеди порнографском глумцу/глумици бесплатно тестирање на ХИВ вирус и друге полно преносиве болести пре сваког снимања сексуалне радње.
- У случају повреде (пениса, вагине, аналног отвора итд), заразе ХИВ вирусом и другим полно преносивим болестима трошкове лечења порнографског глумца/глумице сноси послодавац/продукција уколико је порнографски глумац/глумица повређен/заражен приликом снимања порнографских сцена.
- Од 2019. године порнографски глумац/глумица је дужан пре сваког снимања да каже послодавцу/продукцији уколико сумња да болује од КОВИД-19 вируса, док је послодавац/продукција дужан да обезбеди бесплатно тестирање на КОВИД-19 вирус пре сваког снимања сексуалне радње. Такође лекарска препорука за све сексуалне раднике је да се вакцинишу против сезонског грипа и против КОВИД-19 вируса.

## Аутобиографије
- , , 2007 (на италијанском)
- , , 2005 (на немачком)
- , , 2005 (на шпанском)
- , , 2005 (на енглеском)
- , , 2003
- , , 2003 (на енглеском)
- , , 2003 (на немачком)
- , , 2001
- , , 2001